# Disnei Futebol Clube
Disnei Futebol Clube foi uma agremiação esportiva brasileira, sediada em Formosa, em Goiás, porém disputava competições no Distrito Federal.

## História
O clube disputava o Departamento Autônomo da Federação Desportiva de Brasília, sendo tricampeão da competição em 1984, 1985 e 1986.

## Estatísticas

### Participações
| Competição                | Competição            | Temporadas | Melhor campanha               | Estreia | Última | P | R |
| Distrito Federal (Brasil) | Departamento Autônomo | 5          | Desconhecido (Diversas vezes) | 1982    | 1986   | – | – |